# University College Dublin AFC
University College Dublin AFC este un club de fotbal din Dublin, Irlanda,care evolueaza in FAI League of Ireland.

## Jucători

### Lotul actual (2009-2010)
| Nr. |                   | Poziție | Jucător           |
| --- | ----------------- | ------- | ----------------- |
|     | Republica Irlanda | P       | Gerard Barron     |
|     | Republica Irlanda | P       | Billy Brennan     |
|     | Republica Irlanda | F       | Andrew Boyle      |
|     | Republica Irlanda | F       | Brian Connaughton |
|     | Republica Irlanda | F       | Sean Harding      |
|     | Republica Irlanda | F       | Michael Kelly     |
|     | Republica Irlanda | F       | Mitch Kelly       |
|     | Republica Irlanda | F       | Michael Leahy     |
|     | Republica Irlanda | F       | Evan McMillan     |
|     | Republica Irlanda | F       | Gareth Matthews   |
|     | Republica Irlanda | F       | Ciaran Nangle     |
|     | Republica Irlanda | F       | Brian Shortall    |
|     | Republica Irlanda | M       | Greg Bolger       |

| Nr. |                   | Poziție | Jucător              |
| --- | ----------------- | ------- | -------------------- |
|     | Republica Irlanda | M       | Robbie Creevey       |
|     | Republica Irlanda | M       | Ronan Finn (căpitan) |
|     | Republica Irlanda | M       | Chris Mulhall        |
|     | Republica Irlanda | M       | John Reilly          |
|     | Republica Irlanda | M       | Stephen Roche        |
|     | Republica Irlanda | M       | Paul Corry           |
|     | Republica Irlanda | M       | Keith Ward           |
|     | Republica Irlanda | A       | Gavin Falconer       |
|     | Republica Irlanda | A       | Sean Houston         |
|     | Republica Irlanda | A       | Ciarán Kilduff       |
|     | Republica Irlanda | A       | Peter McMahon        |
|     | Republica Irlanda | A       | David McMillan       |
|     | Republica Irlanda | A       | Timmy Purcell        |
|     | Republica Irlanda | A       | Graham Rusk          |

### Jucători notabili
| anii 1950 - David Andrews - Brian Lenihan - Willie Browne anii 1970 - Martin Moran - Kevin Moran - Jim McCabe - Mervyn Cree anii 1980 - Joe Hanrahan - Ken O'Doherty - Tony McCarthy - John Cullen - David Norman - Dermot Keely - Alan O'Neill - Peter Lorimer - Paddy Dunning - Eugene Davis - Tony McCarthy | anii 1990 - Ciarán Kavanagh - Michael O'Byrne - Tony McDonnell - Mick O'Donnell - Jason Sherlock - Ciarán Martyn - Barry Ryan - Clive Delaney anii 2000 - Derek Swan - Alan Cawley - Darren Quigley - Gary Dicker - Conor Sammon |

## Palmares
- A doua ligă Irlandeză (2): 1994/95, 2009
- Cupa FAI campioni ( 1 ): 1984
- Supercupa FAI campioni (1): 2000/1
- Supercupa Irlandei campioni ( 2 ): 1991/1992, 1994/1995

## Recordurile jucătorilor la club

#### Cele mai multe meciuri
(Jucătorii scriși cu îngroșat încă mai joacă la University College Dublin AFC)
| # | Nume              | Anii                 | Meciuri |
| - | ----------------- | -------------------- | ------- |
| 1 | Ciarán Kavanagh   | 1990 - 2002          | 321     |
| 2 | Tony McDonnell    | 1993 - 2007          | 308     |
| 3 | Alan Mahon        | 1997 - 2008          | 260     |
| 4 | Alan McNally      | 1999 - 2009          | 243     |
| 5 | Robbie Griffin    | 1990 - 1998, 2003    | 214     |
| 6 | Mick O'Donnell    | 1995 - 2005          | 206     |
| 7 | Robert McAuley    | 1997 - 2005          | 197     |
| 8 | Michael O'Byrne   | 1993 - 2001          | 195     |
| 9 | Éamonn McLoughlin | 1994-2001            | 194     |
| 9 | Darren O'Brien    | 1986-1997, 1999-2001 | 194     |

#### Golgheteri all-time
(Jucătorii scriși cu îngroșat încă mai joacă la University College Dublin AFC)
| #  | Nume                        | Anii                 | Goluri |
| -- | --------------------------- | -------------------- | ------ |
| 1  | Michael O'Byrne             | 1993 - 2002          | 57     |
| 2  | Darren O'Brien              | 1986-1997, 1999-2001 | 53     |
| 3  | Robbie Griffin              | 1990 - 1998, 2003    | 39     |
| 4  | Robbie Martin               | 2000 - 2005          | 34     |
| 5  | Jason Sherlock              | 1994 - 1998          | 31     |
| 6  | Tony McDonnell              | 1993 - present       | 28     |
| 7  | Paul Cullen                 | 1988-1992            | 27     |
| 8= | Ciarán Kavanagh             | 1990 - 2002          | 25     |
| 8= | Martin Moran                | 1979 - 1985, 1989    | 25     |
| 8= | Irlanda de Nord Mervyn Cree | 1972 - 1976          | 25     |
| 10 | Ken O'Doherty               | 1980-1985            | 23     |

#### Jucătorul anului - desemnat de suporteri
| Season    | Winner         |
| --------- | -------------- |
| 2007      | Conan Byrne    |
| 2006      | Tony McDonnell |
| 2005      | Darren Quigley |
| 2004      | Seán Finn      |
| 2003      | Mick O'Donnell |
| 2002/03   | Barry Ryan     |
| 2001/02   | Barry Ryan     |
| 2000/01   | Clive Delaney  |
| 1999/2000 | Ciarán Martyn  |